# Хощове
Хощове (пол. Choszczowe) — село в Польщі, у гміні Забродзе Вишковського повіту Мазовецького воєводства.
Населення — 194 особи (2011).
У 1975-1998 роках село належало до Остроленцького воєводства.

## Демографія
Демографічна структура станом на 31 березня 2011 року:
|          | Загалом | Допрацездатний вік | Працездатний вік | Постпрацездатний вік |
| -------- | ------- | ------------------ | ---------------- | -------------------- |
| Чоловіки | 94      | 24                 | 59               | 11                   |
| Жінки    | 100     | 15                 | 57               | 28                   |
| Разом    | 194     | 39                 | 116              | 39                   |